# Thomas Bouhail
Thomas Bouhail (ur. 3 lipca 1986 w Montfermeil) – francuski gimnastyk, srebrny medalista olimpijski z Pekinu, mistrz świata i Europy.
Specjalizuje się w konkurencji skoków. Największym osiągnięciem zawodnika jest srebrny medal w wieloboju indywidualnym podczas igrzysk olimpijskich w Pekinie, kiedy to minimalnie przegrał złoty medal z Leszkiem Blanikiem. Jest dwukrotnym medalistą Igrzysk śródziemnomorskich z Pescary - w wieloboju drużynowym i skoku.